# Meghan Ory
Meghan Ory (Victoria, 20 augustus 1982) is een Canadees actrice. Ze is bekend van haar rol als Roodkapje/Ruby in de serie Once Upon a Time.

## Biografie
Ory heeft één broer. Ze is van Schotse afkomst en acteerde voor het eerst op vijfjarige leeftijd in een Franstalig toneelstuk. Ze doorliep Royal Oak Middle School en Claremont Secundary School. Na het ontvangen van de Fine Arts Award (Schone Kunsten Award) voor acteren in 1996 op Royal Oak, begon ze met het nastreven van een acteercarrière. Haar eerste professionele rol als actrice was in 1999 in de televisiefilm The Darklings van Fox Family.

## Filmografie

### Films
| Jaar | Titel                     | Rol    | Opmerkingen   |
| ---- | ------------------------- | ------ | ------------- |
| 2004 | Decoys                    | Alex   |               |
| 2006 | John Tucker Must Die      | Jill   |               |
| 2008 | Blond And Blonder         | Kit    |               |
| 2009 | Dark House                | Claire |               |
| 2010 | winnaar: beste korte film |        | korte film    |
| 2015 | Dead Rising: Watchtower   |        | digitale film |

### Televisie
| Jaar         | Titel                                          | Rol                           | Opmerkingen                                                                           |
| ------------ | ---------------------------------------------- | ----------------------------- | ------------------------------------------------------------------------------------- |
| 1999         | The Darklings                                  | Jessie Everett                | TV film                                                                               |
| 1999         | The Crow: Stairway To Heaven                   | Alice Romano                  | aflevering: "The Road Not Taken"                                                      |
| 2000         | Higher Ground                                  | Juliette Waybourne            | 22 afleveringen                                                                       |
| 2000         | 2gether: The Series                            | Heather                       | aflevering: "Crying"                                                                  |
| 2000         | Hayley Wagner, Star                            | Caitlin Curren                | TV film                                                                               |
| 2001         | The Outer Limits                               | Danielle Hobson               | aflevering: "abduction"                                                               |
| 2001         | Maybe It's Me                                  | Lauren                        | aflevering: "The cheerleader episode" en "the halloween episode"                      |
| 2001-2002    | Vampire High                                   | Sherry Woods                  | 26 afleveringen                                                                       |
| 2002         | Maybe It's Me                                  | Lauren                        | aflevering: "the lab partner episode"                                                 |
| 2002         | Dark Angel                                     | Rachel Berrisford             | aflevering: "the Berrisford Agenda"                                                   |
| 2002         | Glory Days                                     | Jade LaFayette/ Ann Palmer    | aflevering: "The Lost Girls"                                                          |
| 2002         | Just Cause                                     | Tracy                         | aflevering: "The Last To Know"                                                        |
| 2003         | Lucky 7                                        | Janey                         | TV film                                                                               |
| 2003         | National Lampoon's Thanksgiving Family Reunion | Allison Snider                | TV film                                                                               |
| 2004         | Smallville                                     | Megan Calder                  | aflevering: "hereafter"                                                               |
| 2004         | Life As We Know It                             | Greta                         | aflevering: "Family Hard-Ships"                                                       |
| 2004-2005    | The Collector                                  | - Katie - Shannon Conrad/Cora | - aflevering: "The ice Skater" - aflevering: "The cowboy"                             |
| 2006         | South Beach                                    | Maggie                        | 8 afleveringen                                                                        |
| 2006         | Merlin's Apprentice                            | Brianna                       | TV miniseries                                                                         |
| 2006         | Her Sister's Keeper                            | Melissa Brennan               | TV film                                                                               |
| 2007         | Viva Laughlin                                  |                               | aflevering: "1.5"                                                                     |
| 2007         | Nightmare                                      | Carla                         | TV film                                                                               |
| 2007         | Painkiller Jane                                | Wanda                         | aflevering: "Portraits of Lauren Gray                                                 |
| 2007         | The Haunting Of Sorority Row                   | Amanda                        | TV film                                                                               |
| 2008         | Flash Gordon                                   | Sarre                         | aflevering: "Thicker Than Water"                                                      |
| 2009         | Knight Rider                                   | Dr. Megan Connelly            | aflevering: " I Love The Knight Live"                                                 |
| 2009         | Sanctuary                                      | Laura S.                      | aflevering: "sleepers"                                                                |
| 2010         | Psych                                          | Josie                         | aflevering: "Viagra Falls"                                                            |
| 2011         | True Justice                                   | Juliet Sanders                | een van de protagonisten - seizoen 1                                                  |
| 2011 - heden | Once Upon A Time                               | Ruby/ Red Riding Hood         | - Terugkerend - seizoen 1 en 3 - een van de hoofdrollen - seizoen 2 - 33 afleveringen |
| 2011         | Supernatural                                   | Sally                         | aflevering: "Adventures In Babysitting"                                               |
| 2014         | Intelligence                                   | Riley Neal                    | hoofdrol                                                                              |
| 2014         | The Memory Book                                | Chloe                         | Tv film                                                                               |
| 2016-2022    | Chesapeake Shores                              | Abby O'Brien                  | Serie                                                                                 |

- Biblioteca Nacional de España: XX5586020
- Bibliothèque nationale de France: cb150117189 (data)
- International Standard Name Identifier: 0000 0001 1441 523X
- Library of Congress Control Number: no2011011733
- Virtual International Authority File: 34732806
- WorldCat: E39PBJhRDGtcgCbqvvwbRC8jYP